# (32148) 2000 LX30
2000 LX30 (asteroide 32148) é um asteroide da cintura principal. Possui uma excentricidade de 0.19626890 e uma inclinação de 2.41673º.
Este asteroide foi descoberto no dia 6 de junho de 2000 por LONEOS em Anderson Mesa.